# Jasdan
Jasdan é uma cidade e um município no distrito de Rajkot, no estado indiano de Gujarat.

## Geografia
Jasdan está localizada a 22° 02′ N, 71° 12′ L. Tem uma altitude média de 193 metros (633 pés).

## Demografia
Segundo o censo de 2001, Jasdan tinha uma população de 39 041 habitantes. Os indivíduos do sexo masculino constituem 52% da população e os do sexo feminino 48%. Jasdan tem uma taxa de literacia de 67%, superior à média nacional de 59,5%: a literacia no sexo masculino é de 74% e no sexo feminino é de 60%. Em Jasdan, 15% da população está abaixo dos 6 anos de idade.